# 鼠坂 (文京区)

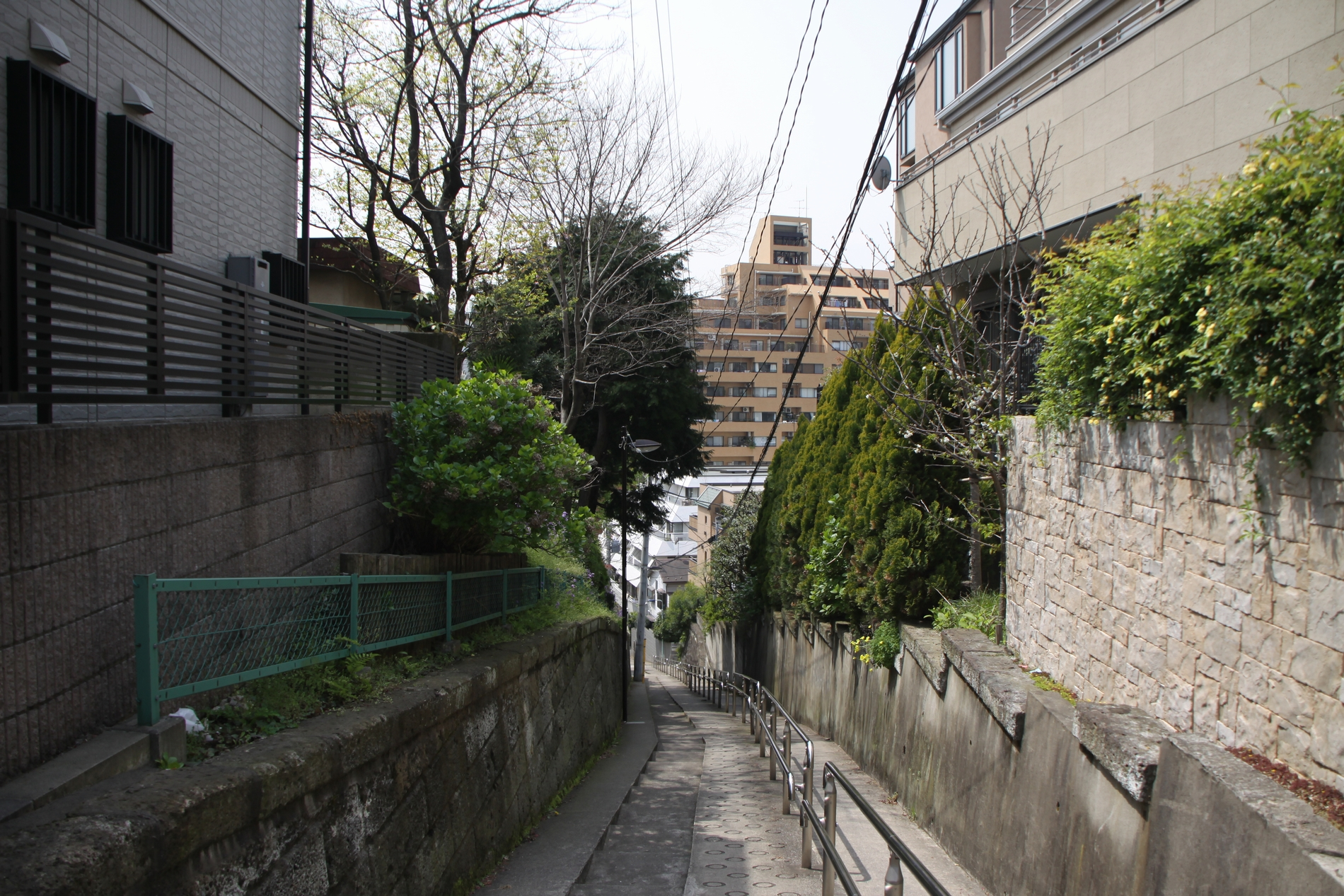
鼠坂

鼠坂（ねずみざか）は、東京都文京区小日向三丁目から音羽一丁目にある坂である。別名水見坂。

## 名称の由来
諸説あるが、現在広く知られるものは、ネズミしか通れない細長い坂、ネズミしか通れない急な坂というのが由来というもの。他に周辺一帯を古くは「鼠ヶ谷」と呼んでいたためとするものや、坂上から弦巻川が眺められたことからつけられた別名水見坂が訛ったというものなどがある。この坂は急勾配で知られ、森鷗外の短編小説『鼠坂』では「人力車に乗って降りられないのは勿論、空車にして挽かせて降りることも出来ない。車を降りて徒歩で降りることさえ、雨上がりなんぞにはむずかしい。」
と書かれている。音羽町六丁目の丁亥（文政10年）の『書状』には「坂、幅壱間程、長凡五拾間程」と記されている。

## エピソード
内田百閒『百鬼園夜話』の中で夏目漱石がこの坂を語ったとして「俺が大學生の時、大學から歸つて來る途中どうにも我慢が出來なくなつてたうとうねずみ坂の途中で洋服を著たままで垂れちゃつた。さうしてねずみ坂を降りて家へ歸つたら靴の中に一杯は入つてゐたには閉口した。」という、お腹を下した話が紹介されている。

## 周辺施設
- 護国寺駅
- 鳩山会館